# آن مارتن (كاتب)
آن مارتن (بالإنجليزية: Ann M. Martin) (و. 1955  م) هي كاتِبة، وروائية، وكاتبة للأطفال أمريكية، ولدت في برينستون.

## التعليم
تعلمت في كلية سميث
.

## روابط خارجية
- آن مارتن على موقع IMDb (الإنجليزية)
- آن مارتن على موقع ديسكوغز (الإنجليزية)
- آن مارتن على موقع قاعدة بيانات الفيلم (الإنجليزية)